# Čremza
Čremsa (znanstveno ime Prunus padus) je drevo iz družine rožnic.

## Opis
Čremsa je od 8 do 12, izjemoma do 16 metrov visoko listopadno drevo, ki pa včasih ostane oblikovana v grm. Ima široko krošnjo, ki jo sestavljajo veje, pokrite s sivo črno tanko skorjo. Mestoma je skorja poraščena z majhnimi bradavicami, na poškodovanih mestih pa diši po mandljih. Vonj povzroča strupena cianovodikova kislina, ki jo vsebuje drevesni sok. 
Ima plitev koreninski sistem, ki je široko razraščen. 
Listi so na veje nameščeni premenjalno na kratkih pecljih. Dosežejo med 6 in 12 cm v dolžino, njihova oblika pa je ovalna s prišiljenim vrhom. Površina listov je hrapava, njihov rob pa je ostro nazobčan. Poraščeni so s tankim puhom.
Cvetovi so združeni v grozdasta socvetja, ki jih sestavljajo beli cvetovi. Rastlina cveti maja in junija, socvetja pa se razvijejo proti koncu vejic.
Plodovi so okrogli, veliki okoli 7 mm, črni in bleščeči. So rahlo strupeni in imajo grenko sladek okus. V mesnatem ovoju se nahaja ena velika koščica, ki je značilna za vse predstavnike vrst iz rodu Prunus.

## Razširjenost
Čremsa uspeva v Evropi in severni Aziji. Njen življenjski prostor se na severu širi vse do arktičnega kroga. Tako je čremso mogoče najti tudi na Norveškem, Švedskem, Finski in v severni Rusiji. Od vseh vrst iz rodu Prunus ima največji areal. V Sloveniji uspeva v senčnih in vlažnih listantih gozdovih ter med grmovjem ob vodi. Ugaja ji težka podlaga, zato ni redka na ilovnatih tleh. V sestojih se pojavlja skupaj z Dobom, belim gabrom, Črno jelšo in raznimi Vrbami . Je odporna proti mrazu in zdrži temperature do -33 °C, slabo pa prenaša sušo. Mlada drevesa rastejo hitro, vendar kmalu opešajo in redko dosežejo starost 60 let.

## Uporabnost
Čremsa vsebuje veliko čreslovin, v ljudskem zdravilstvu pa se uporabljajo plodovi, ki jih nabiramo julija in avgusta. Pri pripravi prevretkov je potrebno paziti, da ostanejo semena cela, saj vsebujejo strupeno cianovodikovo kislino. Plodovi učinkujejo kot tkivno sesirjevalopri bolezni prebavil.
Njen les je gospodarsko manj pomemben. Je trd in prožen, lepo se obdeluje in polira. Na prostem pa je slabo obstojen. Včasih se ga uporablja v mizarstvu in rezbarstvu.
Je medonosna vrsta in priljubljena pri čebelarjih.

## Podvrste
Obstajata dve podvrsti čremse:
- Prunus padus var. padus, ki je razširjena v Evropi in severni Aziji.
- Prunus padus var. commutata, ki je razširjena v vzhodni Aziji.

## Slike
- Drevo, ki ga je napadla vrsta Spilosoma urticae .
- Lubje čremse z lanticelami.
- Presek debla